# Єзежиськ
Єзежиськ (пол. Jezierzysk) — село в Польщі, у гміні Чарна-Білостоцька Білостоцького повіту Підляського воєводства.
Населення — 77 осіб (2011).
У 1975-1998 роках село належало до Білостоцького воєводства.

## Демографія
Демографічна структура станом на 31 березня 2011 року:
|          | Загалом | Допрацездатний вік | Працездатний вік | Постпрацездатний вік |
| -------- | ------- | ------------------ | ---------------- | -------------------- |
| Чоловіки | 39      | 7                  | 28               | 4                    |
| Жінки    | 38      | 11                 | 17               | 10                   |
| Разом    | 77      | 18                 | 45               | 14                   |